# 岡田痴一
岡田 痴一（おかだ ちいち、1890年（明治23年）7月22日 - 1946年（昭和21年）2月12日）は、大日本帝国陸軍軍人。最終階級は陸軍法務少将。

## 経歴
1890年（明治23年）に広島県で生まれた。文官として陸軍法務部に奉職し、1941年（昭和16年）に第12軍法務部長に就任し、山東省済南で勤務した。1942年（昭和17年）4月1日に法務官は武官制に移行し、岡田は陸軍法務大佐となった。同年12月27日に発生した館陶事件では第12軍が岡田を現地に派遣し、実態調査を行わしめ軍法会議を指揮した。
1945年（昭和20年）1月29日に東海軍管区法務部長兼第13方面軍法務部長に転じ、6月10日に陸軍法務少将に進級した。終戦後は東海復員監部で復員業務に当たるが、1946年（昭和21年）2月12日に事務所で自決した。戦時中、東海軍管区では無差別爆撃を行った米軍のB29搭乗員11名を正式に軍律会議で処刑、さらにその後撃墜されたB-29搭乗員27名を処刑していた。伊藤禎は、主に1990年代頃までの資料に基づき、その自決の状況を詳らかでないとして、この東海軍管区でのB29搭乗員三十数名の処刑との関連を指摘するに止めている。
この事件では、進駐軍の取調に先立って岡田資中将（以下、中将。単なる同姓で親族関係はない。）と岡田痴一（以下、少将。）が陸軍法務部の事前調査を受けていた。その過程で、少将は、後の27名処刑については自身の全くあずかり知らないところで、中将とその幕僚らから、表向きは軍の名誉を守るという名目で、実際には「皆の口裏合わせが済んでいるので、お前一人が今さら何を言っても無駄だ」と事実上強要される形で、少将の出した法的見解に基づいてB29搭乗員を略式軍律会議で処刑したことにするよう押し付けられていることを訴える遺書を残して、自決している。実際には、抗議あるいは事態を悲観してともいえる形での自殺であった。（なお、この事件は、大岡昇平の小説『ながい旅』によって、中将が皆のために責任を被ろうとしていたかのように、一般には話が広まっていた。しかし、実際には、法務省が事件の十数年後に元被告人や元弁護士に聞取りを行っていて、その内容が2002年以降初めて国立公文書館で情報公開され、半藤一利らの調査によって、これらの真相が明らかとなっている。参照：ながい旅#そして真相。）